# قول (فیلم ۱۳۹۳)
قول فیلمی به کارگردانی و تهیه‌کنندگی محمدعلی طالبی و نویسندگی حسن بیان‌لو محصول سال ۱۳۹۳ است.

## خلاصه فیلم
داستان این فیلم درباره یک نوجوان است که به پدرش قولی می‌دهد و قصد دارد قول خود را عملی کند.

## جشنواره ها و جوایز
- برنده پروانه زرین بهترین فیلم بلند: محمدعلی طالبی در جشنواره بین‌المللی فیلم های کودکان و نوجوانان[۱]
- حضور در بخش سودای سیمرغ سی و سومین دوره جشنواره فیلم فجر